# Национален исторически музей (Аржентина)
Вижте пояснителната страница за други значения на Национален исторически музей.
Аржентинският Национален исторически музей (на испански: Museo Histórico Nacional) се намира в Буенос Айрес, Аржентина, и е музей на историята на Аржентина, показващ предмети, свързани с Майската революция и Аржентинската война за независимост.

## История
Институцията е основана като Museo Histórico de la Capital (Исторически музей на столицата) от кмета Франсиско Сеебер на 24 май 1889 г.
Музеят е по идея на историка Адолфо Каранса, който става директор на музея от отварянето му на 15 февруари 1891. Първоначално се намира на авеню Санта Фе, № 3951 (сега там е Ботаническата градина на Буенос Айрес). Преместен е на сегашното си положение в квартала Сан Телмо, на ул. „Дефенса“ № 1600, в сграда, придобита от Общината през 1897. Земята, на която по-късно се разполага Ботаническата градина, е прехвърлена на Общинския съвет, а музеят на Правителството.
Сградата е построена за английско-аржентинския бизнесмен Чарлс Риджли Хорн през 1846. Подобно на първия губернатор на Буенос Айрес, Хуан Мануел де Росас, Риджли Хорн е принудително пратен в изгнание след Битката при Касерос през 1852, а земята – продадена на Хосе Грегорио Лесама. След смъртта му през 1894, вдовицата му Анхела Алсада де Лесама продава собствеността на града, който превръща имението в музей, и по-голямата част от заобикалящата го земя – в Парк Лесама.
Музеят притежава повече от 50 000 експоната. Части от колекцията са събрани от дарения на важни фигури от Майската революция и Аржентинската война за независимост. Други обекти са част от колекцията на Обществения музей (Museo Público), създаден през 1822 от Бернардино Ривадавия. Изложбите му включват емблемите на кралската власт, документи и мебели на Хосе де Сан Мартин, Мария де лос Ремедиос де Ескалада, Мануел Белграно, Уилиям Кар Бересфорд, Хуан Мануел де Росас, Бартоломе Митре, Хуан и Ева Перон и други аржентинци, както и чуждестранни държавници, депутати и военни фигури, които изиграват важна роля в националната история. Колекцията от исторически картини включва работи на Естебан Ечеверия, Кандидо Лопес и Прилидиано Пуейредон.
- Камбани и други предмети от колониалната епоха